# Жалдак Мирослав Іванович

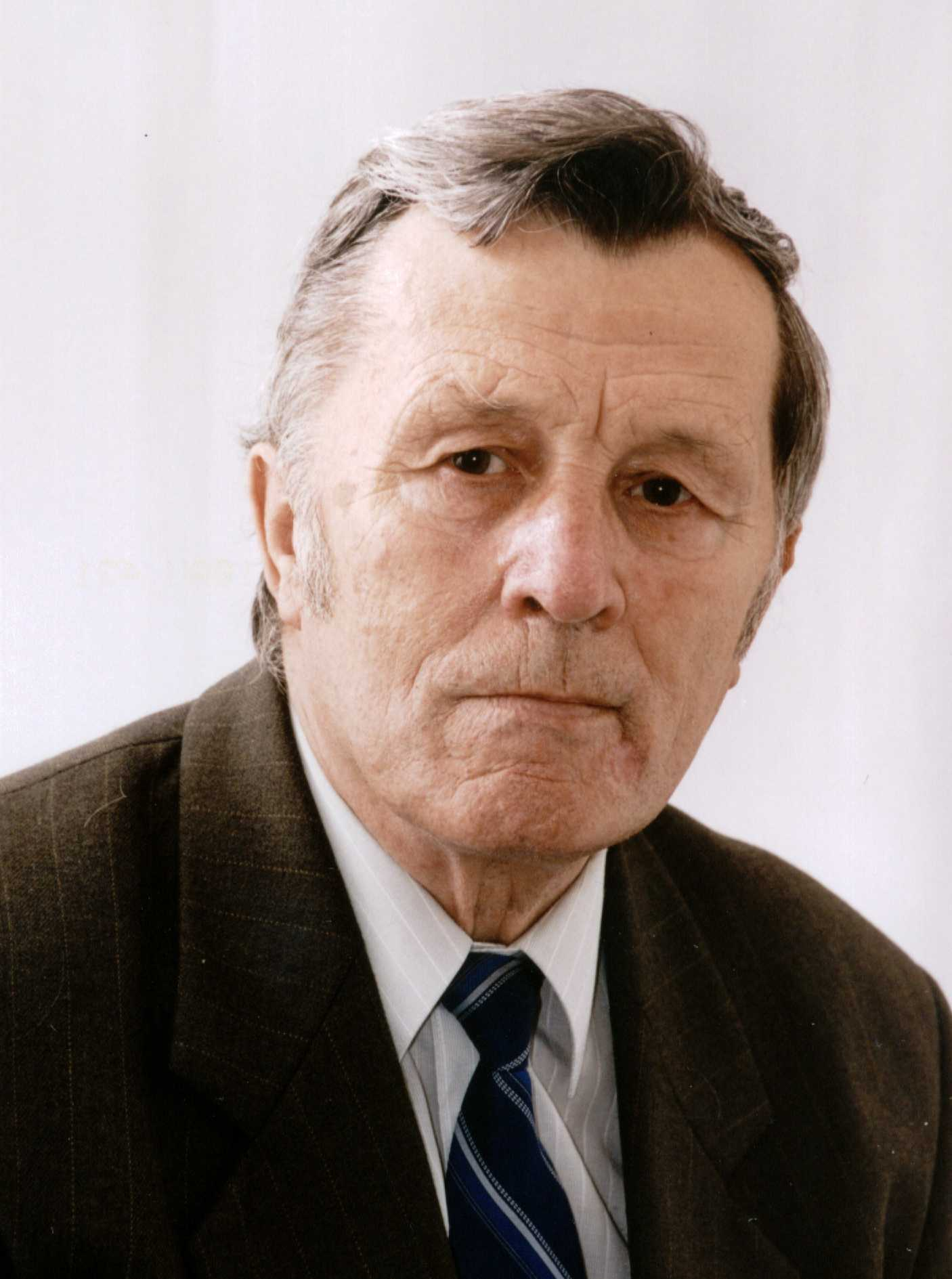
Жалдак Мирослав Іванович

Жалдак Мирослав Іванович (15 серпня 1937 — 26 лютого 2021) — академік Академії педагогічних наук України, доктор педагогічних наук, професор, завідувач кафедри теоретичних основ інформатики Національного педагогічного університету ім. М. П. Драгоманова.

## Біографія
Жалдак Мирослав Іванович народився в сім'ї вчителів 15 серпня 1937 року в селі Лазірки (колись Лазірківського, тепер Оржицького району) Полтавської області. В 1944 році пішов до школи в село Тарандинці (колись Лазірківського, тепер Лубенського району) Полтавської області, яку закінчив в 1954 році. В цій школі навчалися відомий поет Василь Симоненко (закінчив у 1952 році, нині школа носить його ім'я), член кореспондент НАН України А. Ф. Улитко (закінчив школу в 1952 році), академік АПН України, герой України А. Ф. Павленко (закінчив школу в 1956 році).
В 1954 році М. І. Жалдак вступив до Київського державного університету імені Т. Г. Шевченка на механіко-математичний факультет, який закінчив в 1959 році. Вперше в 1959 році випускникам механіко-математичного факультету за спеціальністю математика присвоювали кваліфікацію математика-обчислювача, яку отримав і М. І. Жалдак.
Після закінчення університету був направлений на роботу до м. Тула, (Росія) на посаду інженера ДКБ а/я 56. В 1958 році одружився з Бабаковою Валентиною Миколаївною (1936—1973), має трьох синів — Андрій (1958 р.н.), Ігор (1961 р.н.), Володимир (1968 р.н.).
В 1960 році повернувся до м. Києва і був зарахований на посаду асистента кафедри вищої математики Київського Вищого Інженерного Радіотехнічного училища військ протиповітряної оборони (КВІРТУ). В тому ж 1960 р. вступив до заочної аспірантури при кафедрі вищої математики Київського державного інституту харчової промисловості (нині Національний університет харчових технологій), науковий керівник доктор фізико-математичних наук, професор Зуховицький С. І. (1908—1994 р.р.). В 1962 р. був переведений до стаціонарної аспірантури того ж інституту, звідки в тому ж 1962 році, в зв'язку із зміною місця роботи наукового керівника, переведений до аспірантури при кафедрі математичного аналізу Київського державного педагогічного інституту імені О. М. Горького (нині Національний педагогічний університет імені М. П. Драгоманова).
В 1964 р. закінчив аспірантуру і був зарахований молодшим науковим співробітником електронно-обчислювальної лабораторії при кафедрі математичного аналізу Київського державного педагогічного інституту імені О. М. Горького, звідки на початку 1965 р. був переведений на посаду асистента кафедри вищої математики того ж інституту. В травні 1965 року захистив дисертацію на здобуття наукового ступеня кандидата фізико-математичних наук.
З 1968 по 1970 роки працював заступником декана фізико-математичного факультету.
З 1970 р. — доцент кафедри вищої математики, з 1980 р. — завідувач цієї ж кафедри.
В 1985 році в зв'язку з організацією кафедри основ інформатики та обчислювальної техніки перейшов на посаду доцента цієї кафедри і був призначений заступником завідувача кафедри В 1989 році був обраний за конкурсом на посаду завідувача кафедри основ інформатики і обчислювальної техніки.
В 1990 році М. І. Жалдак захистив дисертацію на здобуття наукового ступеня доктора педагогічних наук на тему «Система підготовки вчителя до використання інформаційних технологій в навчальному процесі» (науковий консультант — доктор фізико-математичних наук, член-кореспондент АПН СРСР, нині академік АПН України, професор Шкіль М. І.).
В 1991 р. отримав звання професора.
В 1992 р. обраний членом-кореспондентом, а в 1995 р. дійсним членом Академії педагогічних наук України.
У 2008 році в зв'язку з організацією в Національному педагогічному університеті імені М. П. Драгоманова Інституту інформатики був обраний за конкурсом і призначений на посаду директора цього інституту.
Помер від серцевої недостатності 26 лютого 2021 року в місті Ржищів Київської області.
Похований в м. Ржищів Київської обл.

## Нагороди та почесні відзнаки
Лист подяки від адміністрації середньої школи № 2 м. Українки (1984 р.), Почесна грамота Київського державного педагогічного інституту ім. О. М. Горького (1985 р.), Відмінник народної освіти УРСР (1987 р.), Почесна грамота Київського міського комітету профспілок (1988 р.),
Відмінник освіти СРСР (1989 р.),
Ветеран праці (1997 р.), Почесна грамота АПН України (1997 р.), Диплом ІІ ступеня АПН України (1997 р.), Заслужений діяч науки і техніки України (2000 р.),
Відмінник освіти України (2004 р.), Диплом І ступеня НПУ імені М. П. Драгоманова (2004 р.), Почесна грамота Кабінету міністрів України (2005 р.), Подяка НПУ імені М. П. Драгоманова (2007 р.), Знак «Ушинський К. Д.» (2007 р.), Почесний професор Чернігівського державного педагогічного університету ім. Т. Г. Шевченка (2007 р.), Відзнака НАН України «За підготовку наукової зміни» (2009 р.), Медаль «За наукові досягнення» (2010 р.), Почесна грамота Верховної Ради України (2010 р.), Почесний директор Інституту інформатики НПУ імені М. П. Драгоманова (2011 р.), Заслужений професор НПУ імені М. П. Драгоманова (2011 р.), Медаль «Григорій Сковорода» (2012 р.), Золота медаль «Михайло Петрович Драгоманов 1841—1895 рр.» (2012 р.), Почесна грамота Інституту інформаційних технологій і засобів навчання НАПН України (2012 р.), Почесна грамота Київської міської організації профспілки працівників освіти і науки України (2012 р.).

## Наукова діяльність
Мирослав Іванович — фахівець у галузі обчислювальної математики, методики навчання інформатики та математики в загальноосвітній школі і вищих педагогічних навчальних закладах. Досліджує проблеми формування інформаційної культури майбутнього вчителя, змісту навчання інформатики в школі, створення й використання комп'ютерно-орієнтованих дидактичних засобів навчання математики.
Читає лекції з обчислювальної математики, теорії ймовірностей, інформатики.
М. І. Жалдак постійний член (а з 2003 року голова) спеціалізованої Вченої ради Д 26.053.03 при Національному педагогічному університеті імені М. П. Драгоманова із захисту докторських і кандидатських дисертацій за спеціальністю 13.00.02 — теорія і методика навчання (математики, фізики, інформатики).
Науковий керівник Всеукраїнського науково-методичного семінару з проблем інформатизації навчального процесу, головний редактор збірника наукових праць «Комп'ютерно-орієнтовані системи навчання», який видається за результатами роботи семінару, член редколегій журналів «Комп'ютер в школі та сім'ї», «Математика в школі», голова редакційної ради газети «Інформатика», член (пізніше голова) методичної комісії з інформатики при Науково-методичній раді Міністерства освіти і науки України (1985 −2005 рр.), член Міжвідомчої ради з координації наукових досліджень з педагогічних і психологічних наук в Україні, голова секції інформатики комісії з вищої педагогічної освіти (0101) Науково-методичної ради Міністерства освіти і науки України (з травня 2007 року), голова робочої групи з розроблення галузевих стандартів вищої освіти за напрямом 6.040302 Інформатика* підготовки фахівців у вищих навчальних закладах за освітньо-кваліфікаційним рівнем бакалавра (з жовтня 2007 року). З 1987 р. по 2002 р. був головою журі обласних і республіканських олімпіад з інформатики, республіканських конкурсів «Вчитель року» з інформатики (2002 р., м. Херсон) та математики (2004 р., м. Біла Церква), Брав участь у роботі Малої Академії наук (1998—2000 рр., голова журі).
Співавтор змісту і програм курсів «Чисельні методи», «Основи інформатики», «Інформатика», «Математична логіка і теорія алгоритмів», «Обчислювальна практика» для фізико-математичних факультетів педагогічних інститутів (1992 р.), поглибленого вивчення математики в школі (2001 р.), один із авторів концепції інформатизації освіти в Україні (1994 р.), концепції змісту наскрізної освіти з інформатики і обчислювальної техніки для всіх ланок освіти (1993 р.), проекту Державного стандарту загальної середньої освіти в Україні з інформатики (1997 р.), Державного стандарту загальної середньої освіти в Україні з інформатики (2003 р.), типової програми кандидатського іспиту із спеціальності 13.00.02 «Теорія і методика навчання інформатики» (1999 р.), Галузевих стандартів вищої освіти напряму підготовки 0101 Педагогічна освіта. спеціальність 6.010100 Педагогіка і методика середньої освіти; Математика і фізика (2002 р.).

## Наукова школа
Проблеми інформатизації навчального процесу в школі та вищому педагогічному навчальному закладі
Вже захистили дисертації на здобуття наукового ступеня доктора педагогічних наук:
```
Н.В. Морзе
 (2003 р., м. Київ),

Г.О. Михалін
 (2004 р., м. Київ),

С.А. Раков
 (2005 р., м. Харків),

Ю.В. Триус
 (2005 р., м. Черкаси),
О.М. Гончарова (2007 р., м. Сімферополь),

З.С. Сейдаметова
 (2007 р., м. Сімферополь),

Є.М. Смірнова-Трибульська
 (2008 р., м. Херсон),
О.М. Спірін (2009 р., м. Житомир),

С.О. Семеріков
 (2009 р., м. Кривий Ріг),
С.М. Яшанов (2011 р., м. Київ),
О.М. Алєксєєв (2012 р., м. Суми),
Ю.В. Горошко (2013 р., м. Чернігів),
Ю.С. Рамський (2013 р., м. Київ),
Ю.О. Жук (2018 р., м. Київ),
Т.В. Підгорна (2018 р., м. Київ),
В.М. Франчук (2020 р., м. Київ).
```

Під керівництвом академіка М. І. Жалдака захистили кандидатські дисертації:
```
Н.В. Морзе
 (1987, м. Київ),

Ю.В. Триус
 (1987, м. Черкаси),
А.В. Пеньков (1990, м. Чернігів),
В.В. Дровозюк (1991, м. Київ),

Ю.В. Горошко
 (1992, м. Чернігів),
Ю.О. Жук (1995, м. Київ),
А.В. Фіньков (1995, м. Ізмаїл),
М.С. Головань (1997, м. Суми),

Є.М. Смірнова
(1998, м. Херсон),
Т.І. Чепрасова (1999, м. Луцьк),
Т.В. Зайцева (2001, м. Херсон),
Т.Л. Архіпова (2002, м. Херсон),
О.В. Вітюк (2001, м. Житомир),
І.В. Лупан (2002, м. Кіровоград),
О.А. Смалько (2003, м. Кам'янець-Подільський),
В.М. Дем'яненко (2003, м. Київ),
В.Ю. Габрусєв (2004, м. Тернопіль),
Ю.В. Красюк (2005, м. Київ),
Ю.Г. Лотюк (2005, м. Рівне),
О.І. Шиман (2005, м. Бердянськ),
О.В. Шавальова (2007, м. Бердянськ),
Т.Г. Крамаренко (2008, м. Кривий Ріг),
Г.В. Лиходєєва (2009, м. Бердянськ),
Т.П. Кобильник (2009, м. Дрогобич),

В.М. Франчук
 (2010, м. Київ),
С.І. Ганжела (2010, м. Кіровоград),
А.В. Ліпінська (2010, м. Київ),
С.І. Почтовюк (2013 р., м. Кременчук),
Л.Д. Шевчук (2013 р., м. Переяслав-Хмельницький),
К.О. Косова (2013 р., м. Сімферополь),
В.І. Трофименко (2013 р., м. Київ),
Н.П. Франчук (2014 р., м. Київ),
Т.В. Колчук (2014 р., м. Кривий Ріг),
В.М. Барановська (2014 р., м. Хмельницький),
В.В. Єфименко (2015 р., м. Київ),
Н.О. Бугаєць (2016 р., м. Ніжин),
І.М. Біляй (2016 р., м. Київ)
В.В. Шакотько (2018 р., м. Кременчук),
Ю.П. Біляй (2018 р., м. Київ),
А.А. Іващенко (2021 р., м. Ірпінь),
І.В. Вакуленко (2021 р. м. Київ).
```

## Друковані праці
М. І. Жалдак опублікував понад 250 робіт, серед яких близько 50 книг і брошур. Основні з них:
1. Чисельні методи математики. — К. Вища школа. 1984. — 206 с. (у співавторстві з Рамським Ю. С.).
2. Изучение языков программирования в школе. — К. Радянська школа. 1988. — 272 с. (у співавторстві з Шкілем М. І., Морзе Н. В., Рамським Ю. С.).
3. Інформатика. Навчальний посібник для студентів фізико-математичних факультетів педагогічних інститутів. — К. Вища школа. 1991. — 320 с. (у співавторстві з Рамським Ю. С.).
4. Комп'ютер на уроках математики. Посібник для вчителів. — К. Техніка. 1997. — 304 с.
5. Інформатика-7. Навчальний посібник для учнів 7-го класу загальноосвітньої школи. — К. ДіаСофт. 2000—208 с. (у співавторстві з Морзе Н. В.)
6. Елементи стохастики з комп'ютерною підтримкою. Посібник для вчителів. — К. Шкільний світ. 2002. — 120 с. (у співавторстві з Михаліним Г. О.).
7. Математика (алгебра і початки аналізу) з комп'ютерною підтримкою Київ.: МАУП, 2003. — 304 с. (у співавторстві з Грохольською А. В., Жильцовим О.Б).
8. Програмний комплекс «GRAN» Версія 1.0. Міністерство освіти і науки України. Державний департамент інтелектуальної власності. Свідоцтво про реєстрацію авторського права на твір № 7937 (у співавторстві з Горошком Ю. В., Вітюком О. В.).
9. Математика з комп'ютером. Посібник для вчителів. — К. РНЦУ ДІНІТ, 2004 р. — 250 с. (у співавторстві з Ю. В. Горошком, Є. Ф. Вінниченком).
10. Комп'ютер на уроках геометрії. Посібник для вчителів. — К. РНЦУ ДІНІТ, 2004. — 172 с. (у співавторстві з Вітюком О. В.).
11. Теорія ймовірностей і математична статистика. Підручник для студентів фізико-математичних спеціальностей педагогічних університетів. (Затверджено Міністерством освіти і науки України як підручник для студентів фізико-математичних спеціальностей вищих педагогічних навчальних закладів. Лист від 03.11.08 № 1.4/18-Г-2303) — Полтава. «Довкілля-К». 2009 р. — 500 с. (у співавторстві з Кузьміною Н. М. та Михаліним Г. О.).
12. Збірник задач і вправ з теорії ймовірностей і математичної статистики. Навчальний посібник для студентів фізико-математичних спеціальностей педагогічних університетів. — К.: НПУ імені М. П. Драгоманова. 2009 р. — 610 с. (у співавторстві з Кузьміною Н. М. та Михаліним Г. О.).
Роботи М. І. Жалдака та його учнів і співавторів:
1. М. І. Жалдак, І. М. Собко. На Вас чекають ЕОМ. — Київ: Радянська школа. 1983. — 101 с.
2. М. І. Жалдак, Н. В. Морзе «Основы информатики и вычислительной техники». — Київ: Вища школа. 1985. — 200 с.; (перевидавалась в 1986 та 1987 роках)
3. М. І. Шкіль, М. І. Жалдак, Н. В. Морзе, Ю. С. Рамський «Изучение языков программирования в школе», — Київ: Радянська школа. 1988. — 272 с.
4. М. І. Жалдак, Н. В. Морзе. Начинаем диалог с ЭВМ. — Київ: Вища школа. 1989. — 32 с.
5. М. І. Жалдак, Ю. С. Рамський. Інформатика. Навчальний посібник для студентів фізико-математичних факультетів педагогічних інститутів. — Київ, Вища школа, 1991. — 320 с.
6. М. І. Жалдак, Н. В. Морзе, Г. Г. Науменко. Програма курсу «Основи інформатики та обчислювальної техніки» для середніх навчальних закладів. — Інформаційний збірник Мін. Освіти України, 1993, № 13, Київ, «Освіта», 1993. — С. 7-23.
7. М. І. Жалдак, Н. В. Морзе, Г. Г. Науменко. Програма для середніх закладів освіти «Основи інформатики та обчислювальної техніки». Рекомендовано Міністерством освіти України. Київ, «Перун». 1996, 24 с. Міністерство освіти України. Головне управління загальної середньої освіти.
8. М. І. Жалдак. Яким бути шкільному курсу інформатики // Комп'ютер в школі та сім'ї. 1998. № 1. С. 3-8.
9. М. І. Жалдак, Н. В. Морзе. Інформатика-7. Експериментальний посібник для учнів 7 класу загальноосвітньої школи — Київ: ДіаСофт. 2000. — 208 с.
10. М. І. Жалдак, Н. В. Морзе, Г. Г. Науменко Програма для загальноосвітніх навчальних закладів «Основи інформатики і обчислювальної техніки. 10-11 класи». — Київ: Шкільний світ. 2001. — С. 1-21, 35-58.
11. М. І. Жалдак, Н. В. Морзе, Г. Г. Науменко, О. І. Мостіпан та інші. Програма для загальноосвітніх навчальних закладів «Основи інформатики і обчислювальної техніки 10-11 класи»(безмашинний варіант). Київ. Шкільний світ. 2001. — С. 22-34, 59-72.
та цілий ряд інших лягли в основу сучасної (з «користувацьким ухилом») методичної системи навчання інформатики в школах і вищих педагогічних навчальних закладах в Україні.
В роботах М. І. Жалдака та його учнів і співавторів:
1. М. І. Жалдак, Н. М. Кузьміна, С. Ю. Берлінська. Теорія ймовірностей і математична статистика з елементами інформаційної технології. — Київ. Вища школа. 1996. — 352 с.
2. М. І. Жалдак. Комп'ютер на уроках математики. — Київ. Техніка. 1997. — 304 с.
3. М. І. Жалдак, Г. О. Михалін. Елементи стохастики з комп'ютерною підтримкою. Посібник для вчителів. — Київ. Шкільний світ. 2002.
4. М. І. Жалдак, О. В. Вітюк. Комп'ютер на уроках геометрії. — Київ. РННЦ ДІНІТ. 2004. — 167 с.
5. М. І. Жалдак, Ю. В. Горошко, Є. Ф. Вінниченко. Математика з комп'ютером. — Київ. РННЦ ДІНІТ. 2004.
6. М. І. Жалдак, Ю. К. Набочук, І. Л. Самещук. «Комп'ютер на уроках фізики» — Рівне. РЕГУ. 2004.
7. М. І. Жалдак, Ю. В. Горошко, О. В. Вітюк. Програмно-методичний комплекс Gran. — Київ. РННЦ ДІНІТ. 2004. (Сертифікований в УкрСепро).
8. Теорія ймовірностей і математична статистика. Підручник для студентів фізико-математичних спеціальностей педагогічних університетів. (Затверджено Міністерством освіти і науки України як підручник для студентів фізико-математичних спеціальностей вищих педагогічних навчальних закладів. Лист від 03.11.08 № 1.4/18-Г-2303) — Полтава. «Довкілля-К». 2009 р. — 500 с. (у співавторстві з Кузьміною Н. М. та Михаліним Г. О.).
та цілому ряді інших започатковано сучасні комп'ютерно-орієнтовані методичні системи навчання математики і частково фізики, орієнтовані на гармонійне педагогічно доцільне і виважене поєднання надбань традиційних методичних систем навчання і сучасних інформаційно-комунікаційних технологій. Досить відомий сьогодні в школах і педагогічних університетах України програмний комплекс Gran був розроблений М. І. Жалдаком та його тодішнім аспірантом А. В. Пеньковим ще в 1989 р. для комп'ютерів Ямаха, якими тоді були оснащені школи і вищі педагогічні навчальні заклади колишнього СРСР. Розроблений М. І. Жалдаком та його співавторами навчальний посібник «Теорія ймовірностей і математична статистика» у 2008 році затверджено Міністерством освіти і науки України як підручник для студентів фізико-математичних спеціальностей вищих педагогічних навчальних закладів.
Зараз програмно-методичний комплекс Gran досить широко використовується в школах і педагогічних вузах України, про що свідчать публікації в журналах «Математика в школі», «Комп'ютер в школі та сім'ї», збірнику наукових праць «Комп'ютерно-орієнтовані системи навчання», збірниках наукових праць конференцій, присвячених М. В. Остроградському, теми кандидатських і докторських дисертацій з методик навчання математики, фізики, інформатики.